# Yoan Cardinale
Yoan Cardinale (* 27. März 1994 in La Ciotat) ist ein französischer Fußballtorwart.

## Karriere
In der Jugend spielte Cardinale u. a. bei Olympique Marseille, ehe er 2014 Profi bei OGC Nizza wurde. Bald schon konnte er sich gegen Konkurrenten wie Simon Pouplin als Stammtorhüter durchsetzen. Sein Debüt in der UEFA Europa League gab Cardinale unter Trainer Lucien Favre am 15. September 2016 bei der 0:1-Heimniederlage gegen den deutschen Vertreter FC Schalke 04. Im Sommer 2021 verließ er Nizza und ist seitdem vereinslos.